# Sergio Perez Moreno
Sergio Perez Moreno (ur. 26 kwietnia 1985 w Maladze) – hiszpański wioślarz.

## Osiągnięcia
- Mistrzostwa Świata U-23 – Amsterdam 2005 – czwórka bez sternika wagi lekkiej – 10. miejsce[1].
- Mistrzostwa Świata U-23 – Hazewinkel 2006 – dwójka podwójna wagi lekkiej – 15. miejsce[1].
- Mistrzostwa Świata U-23 – Glasgow 2007 – czwórka bez sternika wagi lekkiej – 12. miejsce[1].
- Mistrzostwa Świata – Linz 2008 – dwójka bez sternika wagi lekkiej – 16. miejsce[1].